# La película de Ana
La película de Ana és una pel·lícula cubana del 2012 dirigida per Daniel Díaz Torres.

## Sinopsi
Una actriu sense gaire sort en la seva professió decideix provar al límit les seves capacitats histriòniques, i degut a unes circumstàncies excepcionals, esdevé directora audiovisual. D'aquesta manera decideix filmar un fals documental totalment inusitat sobre la prostitució a Cuba, en el que ella mateixa s'inclou entre les protagonistes. Aquesta decisió portarà conseqüències força complexen i les seves peripècies tot juts acaben de començar.

## Repartiment
- Laura de la Uz
- Yuliet Cruz
- Tomás Cao
- Michel Ostrowski
- Tobias Langhoff
- Paula Alí
- Yerlín Pérez
- Rodolfo Faxas
- Blanca Rosa Blanco
- Enrique Molina

## Nominacions i premis
- 34è Festival Internacional del Nou Cinema Llatinoamericà de l'Havana. Premi a la millor actriu: Laura de la Uz.[3]
- I edició dels Premis Platino: Nominada al premi a la millor interpretació femenina.[4]